# Mark Todd
Mark James Todd (Cambridge, 1 de marzo de 1956) es un jinete neozelandés que compitió en la modalidad de concurso completo. Es el jinete neozelandés más laureado: dos veces campeón olímpico y dos veces campeón mundial.
Participó en siete Juegos Olímpicos de Verano, entre los años 1984 y 2016, obteniendo en total seis medallas: oro en Los Ángeles 1984, en la prueba individual; oro y bronce en Seúl 1988, en las pruebas individual y por equipos (junto con Margaret Knighton, Andrew Bennie y Judith Pottinger); plata en Barcelona 1992, por equipos (con Blyth Tait, Andrew Nicholson y Victoria Latta), bronce en Sídney 2000, en la prueba individual, y bronce en Londres 2012, por equipos (con Jonelle Richards, Caroline Powell, Jonathan Paget y Andrew Nicholson).
Ganó cuatro medallas en el Campeonato Mundial de Concurso Completo entre los años 1990 y 2010.

## Palmarés internacional
| Juegos Olímpicos   | Juegos Olímpicos             | Juegos Olímpicos  | Juegos Olímpicos |
| Año                | Lugar                        | Medalla           | Categoría        |
| ------------------ | ---------------------------- | ----------------- | ---------------- |
| 1984               | Los Ángeles (Estados Unidos) | Medalla de oro    | Individual       |
| 1988               | Seúl (Corea del Sur)         | Medalla de oro    | Individual       |
| 1988               | Seúl (Corea del Sur)         | Medalla de bronce | Por equipos      |
| 1992               | Barcelona (España)           | Medalla de plata  | Por equipos      |
| 2000               | Sídney (Australia)           | Medalla de bronce | Individual       |
| 2012               | Londres (Reino Unido)        | Medalla de bronce | Por equipos      |
| Campeonato Mundial |                              |                   |                  |
| Año                | Lugar                        | Medalla           | Categoría        |
| 1990               | Estocolmo (Suecia)           | Medalla de oro    | Por equipos      |
| 1998               | Roma (Italia)                | Medalla de oro    | Por equipos      |
| 1998               | Roma (Italia)                | Medalla de plata  | Individual       |
| 2010               | Lexington (Estados Unidos)   | Medalla de bronce | Por equipos      |